# 肖岭乡
肖岭乡，是中华人民共和国湖北省咸寧市崇阳县下辖的一个乡镇级行政单位。

## 行政区划
肖岭乡下辖以下地区：
金不村、泉陂村、台山村、大堰村、霞星村、肖岭村、白马村、三角村、星桥村和锁石村。